# Azolla
Azolla Lam. è un genere di pteridofite acquatiche appartenente alla famiglia delle Salviniaceae, caratterizzato da peli bicellulari.

## Tassonomia

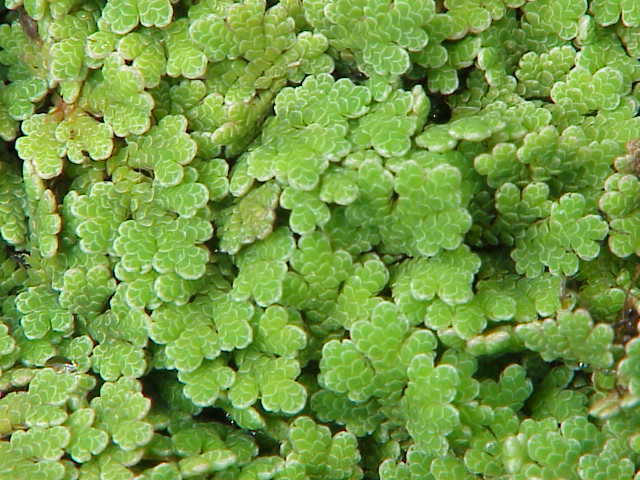
Azolla filiculoides

Comprende 7 specie tutte di piccole dimensioni e fluttuanti sulla superficie delle acque.
- Azolla caroliniana Willd.
- Azolla cristata Kaulf.
- Azolla filiculoides Lam.
- Azolla imbricata (Roxb. ex Griff.) Nakai
- Azolla mexicana Presl
- Azolla microphylla Kaulf.
- Azolla pinnata R.Br.

## Biologia
La piccola felce acquatica galleggiante appartenente alla famiglia delle Azollacee, è originaria del centro e sud America ed è stata introdotta in Europa e gran parte dell’Asia. 
Le specie di Azolla formano delle simbiosi con il cianobatterio Anabaena azollae, che vive all'interno di cavità formate dal lobo fogliare superiore della felce, in grado di fissare l'azoto atmosferico rendendolo così biodisponibile. Con tali cavità la felce fornisce al simbionte un ambiente protetto per la sua crescita e il suo sviluppo. Oltre al cianobatterio, le cavità contengono i peli epidermici della felce, coinvolti nel trasferimento dei metaboliti tra ospite e simbionte, una mucillagine di natura prevalentemente polisaccaridica, avvolgente il pacchetto algale, ed una popolazione batterica costituita soprattutto dal genere Arthrobacter.
Si tratta di una piccola piantina galleggiante costituita da un corto fusto ramificato con FOGLIE verdi a più lobi che si alternano tra loro. Le radici fluttuanti sottili come capelli assorbono le sostanze nutritive disciolte nell’acqua sviluppando in poco tempo nuove piante che ricoprono densamente la superficie dell’acqua. Questa proliferazione apporta grandi benefici alla qualità dell’acqua riducendone il carico organico ed aumentandone l’ossigeno. Si adatta perfettamente a qualsiasi esposizione e temperatura purché non venga privata dei nutrimenti necessari che possono venire meno in acque troppo pulite. Con l’arrivo dell’autunno e conseguente abbassamento delle temperature diventa rossiccia e si riduce progressivamente fino a scomparire ma non prima di aver rilasciato sul fondo le spore che daranno il via ad un nuovo ciclo vegetativo nella primavera successiva.
Ombreggiante, ossigenante ed esteticamente bella, può essere coltivata sia in acquario/paludario o laghetto in acqua ferma.